# Anomoea
Anomoea is een geslacht van kevers uit de familie bladkevers (Chrysomelidae).
De wetenschappelijke naam van het geslacht werd in 1846 gepubliceerd door Agassiz.

## Soorten
- Anomoea strigata Medvedev, 1998